# Hilinos

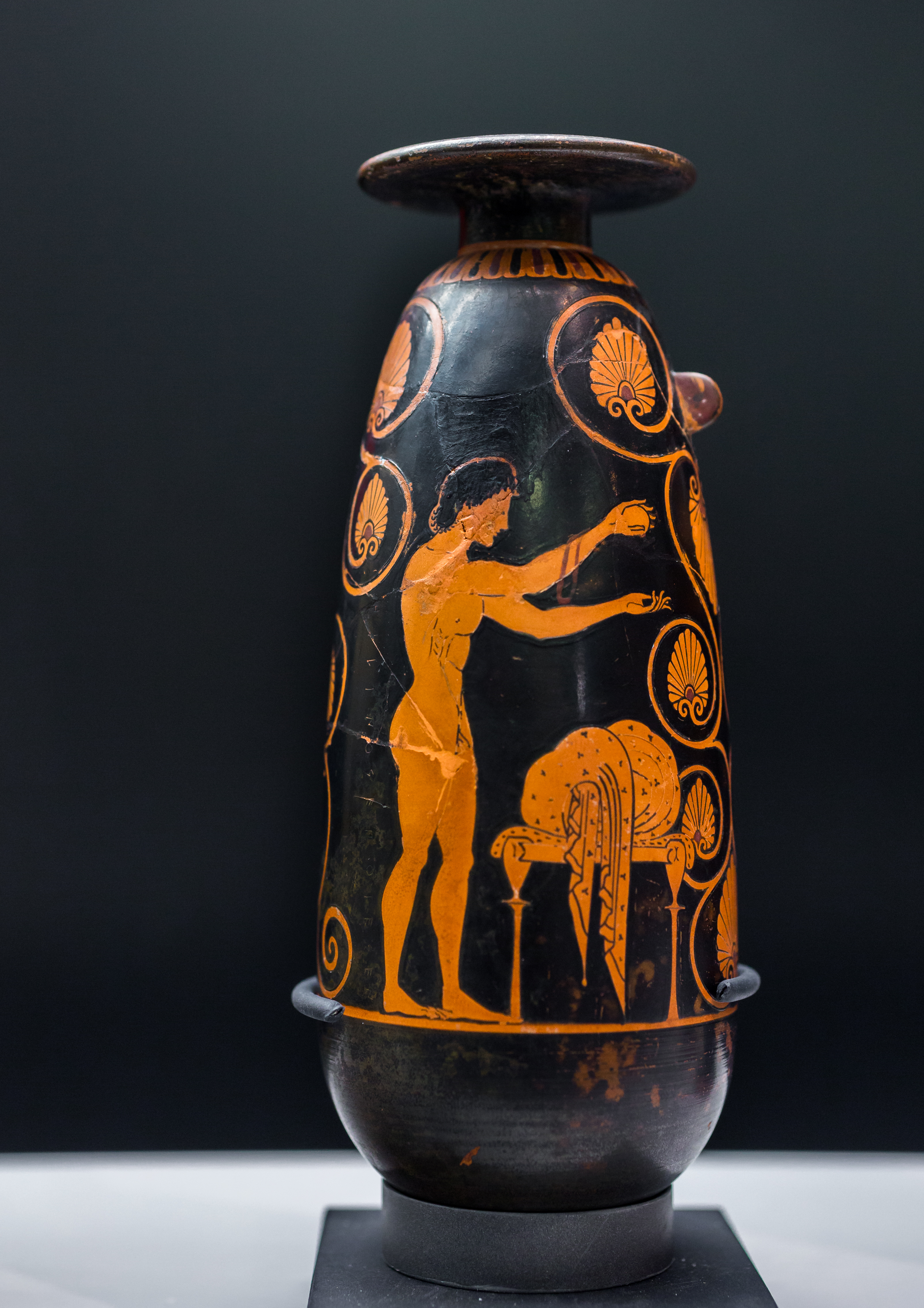
Attisch rotfiguriges Alabastron, signiert; Töpfer: Hilinos ca. 520 v. Chr., Karlsruhe (Badisches Landesmuseum B 120)

Hilinos (Ίλινος) (* vor 520 v. Chr.; † nach 510 v. Chr.) war ein attischer Töpfer. Von seiner Hand haben sich zwei mit HILINOS EPOIESEN signierte Alabastra in Karlsruhe (Badisches Landesmuseum B 120) und Odessa (Archäologisches Museum 26602) erhalten, die beide von Psiax bemalt und mit PSIAX EGRAPHSEN signiert worden sind.